# 鄭惠中
鄭惠中（1952年—），本名鄭淑峰，曾用藝名鄭心儀，曾任台北市警局義警大隊女警中隊的分隊長，現任演藝圈泛藍聯盟總策畫。曾為豔星，試圖以性感形象走跳江湖，星途平平，又遭到威權時代的行政院新聞局懲處，事業發展不順，反因「飆車釀成死亡車禍」與「月領六千元低收入戶補助，爽住七千萬豪宅」等案受到社會關注。2019年，因突襲掌摑時任中華民國文化部部長鄭麗君被捕，曾出面道歉；2020年因潑漆破壞位於台北賓館的李登輝辭世追思會場，被台北市警局以現行犯逮捕。

## 生平
- 1949年，鄭惠中父親跟隨中華民國政府搬遷來到台灣。
- 1960年代，正式出道進入演藝圈。[5]
- 1975年，當選擔任台南觀光親善小姐第二名；但因想擔任國際導遊，當時交通部觀光局始終沒有派任任何工作，於是利用白天加入義警，晚上再來飯店駐唱。
- 1978年，鄭惠中曾簽約中視成為歌星[6]，亦擔任台北市政府警察局義勇警察大隊女警中隊分隊長[7]，後因出了2本性感寫真，被警局以形象不佳解除警職[8]。
- 1983年，《封面女郎》雜誌為了試探挑戰行政院新聞局保守尺度，找上于楓、藍毓莉與鄭惠中等女星，拍了一些連泳裝照都算不上清涼照。而後《封面女郎》負責人遭到移送法辦。
- 1983年2月26日，中視限令于楓、鄭惠中等人，要求針對拍攝《封面女郎》事件作出交代。3月12日，鄭心儀宣布退出《封面女郎》，從此不再拍清涼照。
- 1983年4月22日，中視宣布對于楓、鄭惠中祭出半年「歌監」。
- 1984年7月，因開車撞死人被法院判刑5個月有期徒刑，導致決定淡出歌壇。
- 2003年12月底，由鄭惠中、丁強、葛香亭、王玨、石雋、金永祥、苗天、高振鵬、王德志等人，發起成立演藝圈泛藍聯盟，由丁強擔任聯盟總召集人，鄭惠中擔任聯盟總策畫。

## 綜藝節目
中視
- 《龍舟競賽》
- 《今日農村》
- 《歡樂假期》
- 《蓬萊仙島》

## 爭議

### 危險駕車肇事致死
1984年，鄭惠中從台北趕往台中表演，在高速公路超速駕車，經過台中縣豐原市附近時，超速20多公里又任意變換車道，結果造成一名陳姓司機重傷死亡，她也被依過失致死罪，被法院判刑5個月有期徒刑。這起車禍導致她下半身行動不便10年，因此領有身障卡，每個月領取台北市政府社會局補助新台幣6千餘元。。

### 被檢舉冒充低收入戶身分
鄭惠中被檢舉假借身障身分、低收入戶，領取每月數千元的補助，但住處卻是新臺幣7千萬元的豪宅。對此台北市議員應曉薇表示鄭惠中確為臺北市政府社會局認定的低收入戶，且領有身障卡。鄭惠中在新黨發言人王炳忠、律師等人陪同下召開記者會，稱自己確實是殘障人士，也是低收入戶，住所是租來的，只知道30幾年、30幾坪的房子，至於價值多少她並不知道。

### 掌摑鄭麗君
2019年1月22日，鄭惠中在2019年關懷演藝圈人員春節餐會上，由後方偷襲掌摑時任中華民國文化部部長鄭麗君，導致鄭麗君左臉留下紅紅的巴掌印痕，鄭惠中受訪時稱，不滿鄭麗君「去蔣化」廢除中正紀念堂，「賞她一巴掌剛好而已，中華民國任何一個人都不會覺得我做錯事。」，隨即遭到各方嚴厲譴責。當天晚上，鄭惠中在台北市議員應曉薇陪同召開記者會，對自己打人行為，向鄭麗君公開道歉，但又痛批政府去蔣化，而後到臺北市政府警察局大安分局說明，並對媒體表示：「自己打人就是不對」，稍晚再到北檢，向檢察官說明事發經過與原因。檢察官考量有低收入戶證明的鄭惠中可能涉及傷害、公然侮辱等罪，但自行到案，因此先行請回，但對鄭惠中限制出境，後續將盡快傳喚相關證人釐清案情。晚間9點多，抵達前往台北地檢署等候檢察官訊問。後來，由於鄭麗君不願提告，鄭惠中得以全身而退。

### 李登輝追思會潑紅漆
前中華民國總統李登輝於2020年7月30日辭世，8月14日約13時，鄭惠中穿上黑衣喬裝為追悼者，進入設於臺北賓館的追思會場，將裝滿紅漆的氣球砸向李登輝的遺像，並使臺北賓館滿地狼藉，館方被迫關門，清潔場地，而鄭惠中則以現行犯被逮捕至臺北市警察局中正一分局偵查，鄭惠中稱她「不喜歡李登輝」而前往破壞，臺北賓館屬於文化資產，警方依違反文化資產保存法及社會秩序維護法送辦，總統府發言人張惇涵隨後對「不理性的暴力行為」表達嚴正譴責。鄭惠中事後對媒體加碼大罵李登輝「臺獨之父死有餘辜」，總統府決定對鄭惠中提告毀損，外交部亦決定提告破壞文化資產，台北地檢署檢察官諭知鄭惠中以十萬元交保。
2022年5月24日，台北地方法院一審宣判鄭氏應賠償外交部新台幣32,540元，案可上訴。她在2023年12月受訪時則表示自己未收到判決書，未有上訴，亦未繳納罰鍰。